# Goneplacidae
Goneplacidae MacLeay, 1838 è una famiglia di crostacei decapodi.

## Tassonomia
- Bathyplax A. Milne-Edwards, 1880
- Carcinoplax H. Milne-Edwards, 1852
- Entricoplax Castro, 2007
- Exopheticus Castro, 2007
- Goneplacoides Castro, 2007
- Goneplax Leach, 1814
- Guinoplax Castro & Ng, 2010
- Hadroplax Castro, 2007
- Menoplax Castro, 2007
- Microgoneplax Castro, 2007
- Neogoneplax Castro, 2007
- Neommatocarcinus Takeda & Miyake, 1969
- Notonyx A. Milne-Edwards, 1873
- Ommatocarcinus White, 1852
- Paragoneplax Castro, 2007
- Psopheticus Wood-Mason, 1892
- Pycnoplax Castro, 2007
- Singhaplax Serène & Soh, 1976
- Thyraplax Castro, 2007